# Західні низькотравні прерії
Західні низькотравні прерії (ідентифікатор WWF: NA0815) — неарктичний екорегіон помірних луків, саван і чагарників, розташований на заході США.

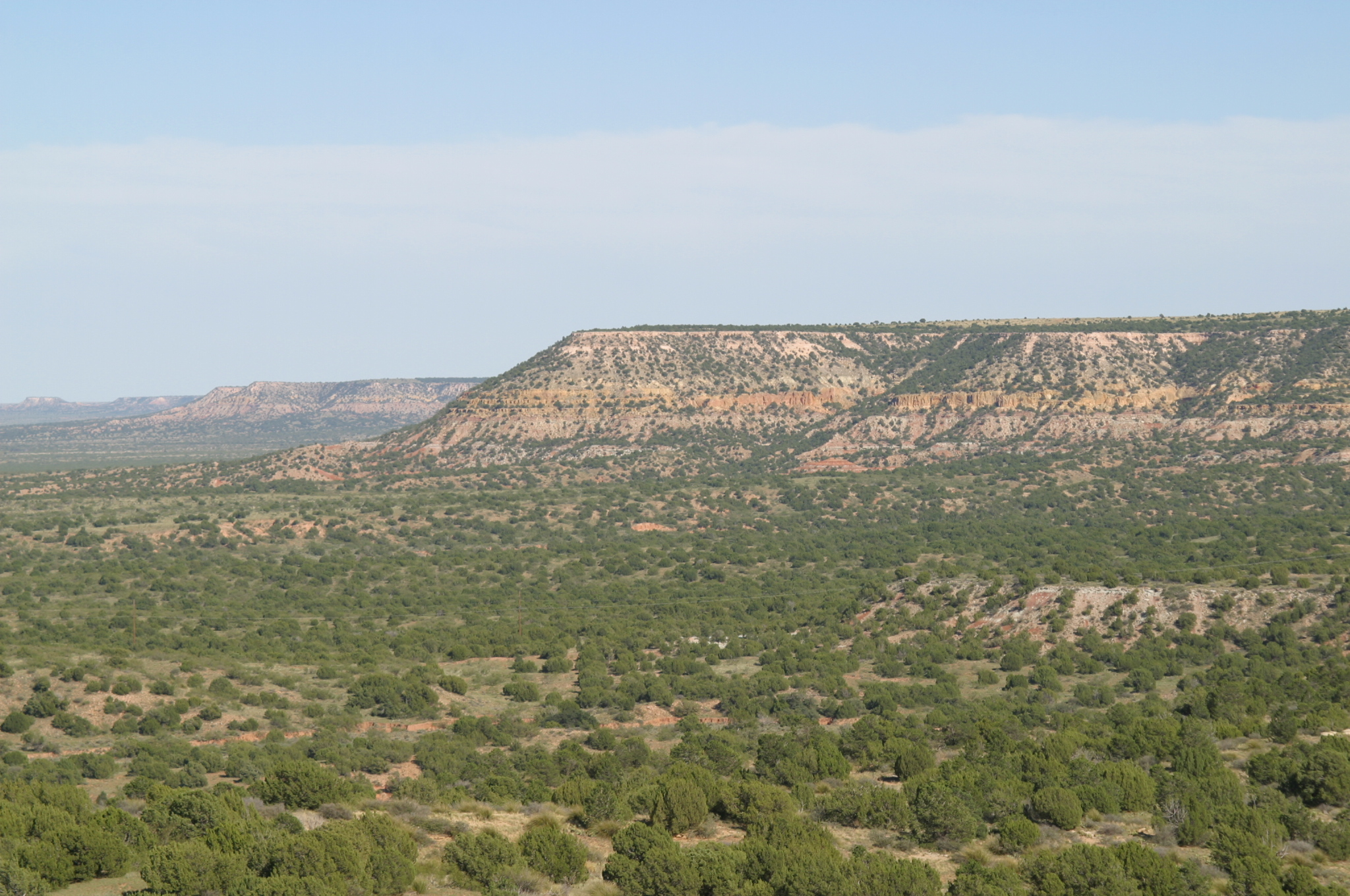
Північний схил Льяно-Естакадо

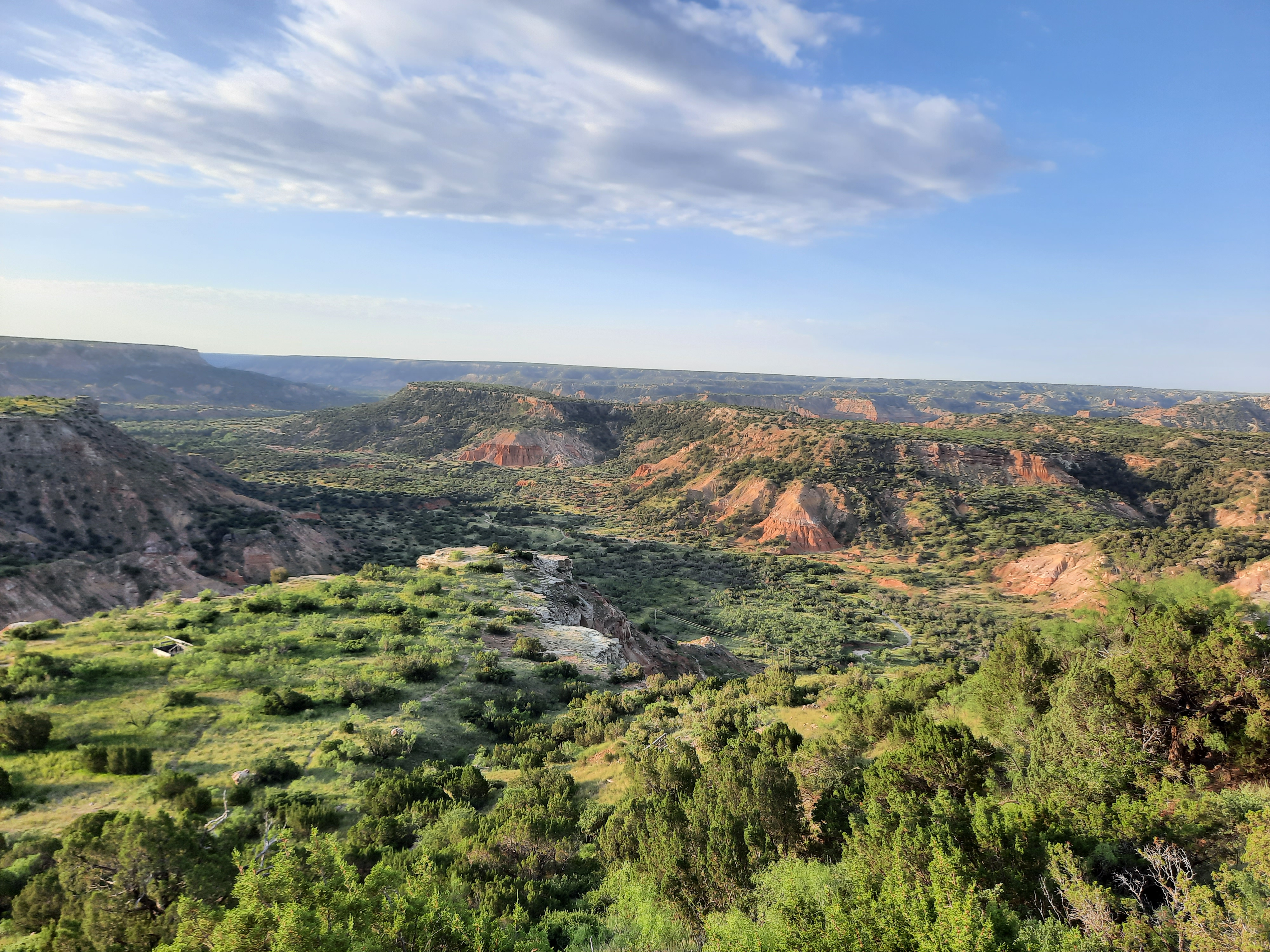
Каньйон Пало-Дуро

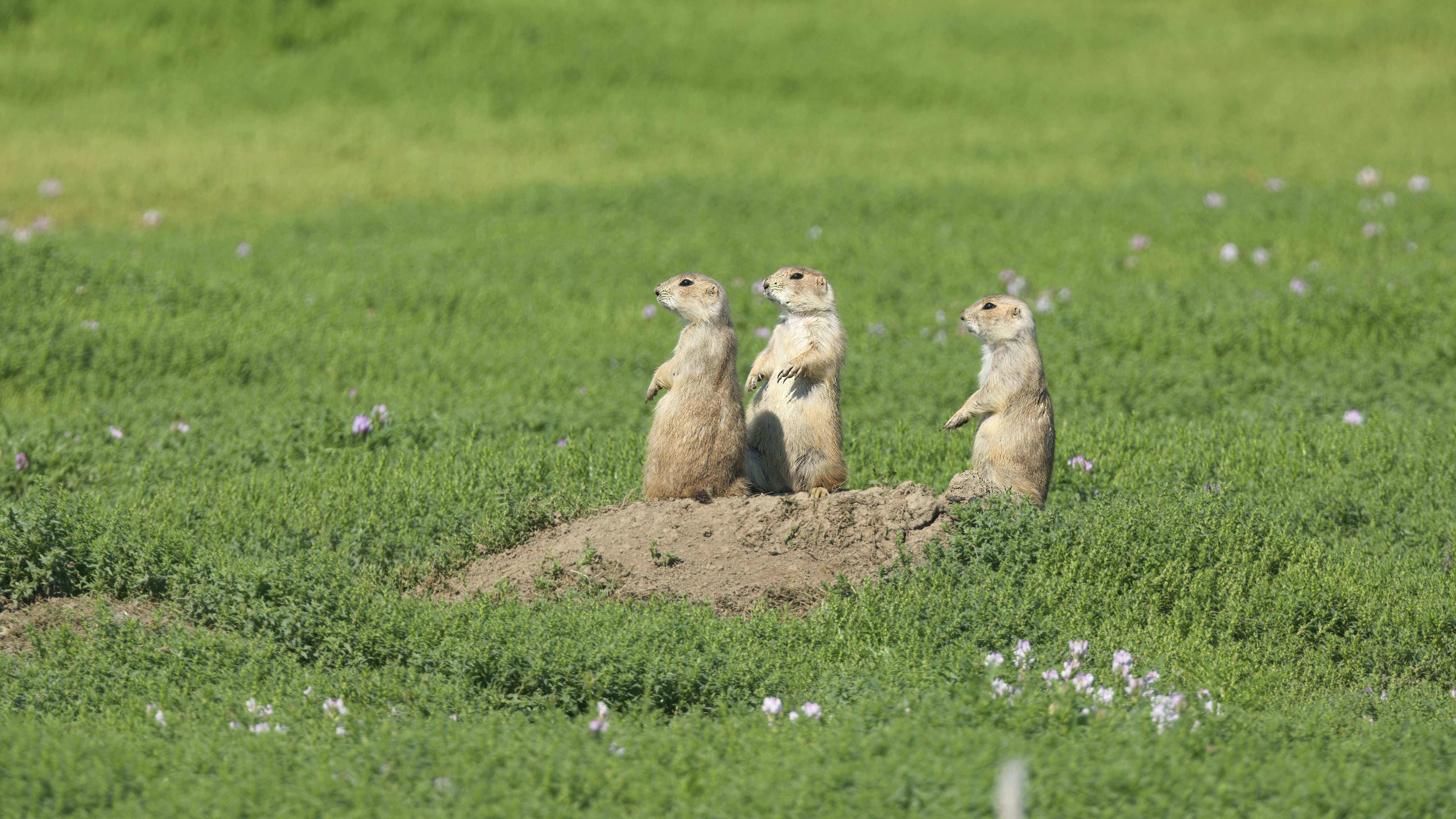
Чорнохвості лучні собачки (Cynomys ludovicianus)

## Географія
Екорегіон західних низькотравних прерій охоплює південний схід Вайомінгу, схід Колорадо та Нью-Мексико, північний захід Техасу (зокрема Техаський виступ), захід Оклахоми (Оклахомський виступ), захід Канзасу, захід Небраски (зокрема Небраський виступ) та невелику область на південному заході Південної Дакоти.
Рельєф регіону представлений Високими рівнинами — широкими рівнинами та плато, що простягаються на схід від підніжжя Скелястих гір. Вони є частиною Великих рівнин, однак лежать на більшій висоті над рівнем моря. Подекуди над цими рівнинами підіймаються ізольовані-пагорби-останці, ерозійні стовпи та столові гори або меси. У деяких районах трапляються бедленди — порізані численними ярами території, що піддалися дуже сильній водній ерозії.
На півдні екорегіону лежить плоскогір'я Льяно-Естакадо, висота якого коливається від 900 м над рівнем моря на південному сході до 1500 м над рівнем моря на північному заході. Східною межею цього плоскогір'я є різкий уступ Кепрок заввишки 100 м. Річки, що стікають з цього уступу, формують каньйони, зокрема вражаючий каньйон Пало-Дуро, другий за розмірами каньйон США, сформований річкою Прейрі-Дог-Таун-Форк-Ред-Рівер або річкою Міста Лучних Собачок, твірною Південної Червоної річки або Ред-Рівера.
Серед інших річок, що протікають територією екорегіону, слід відзначити Кенейдіан, Арканзас, Південний Платт та Північний Платт. Ці річки беруть початок у Скелястих горах та належать до басейну Міссісіпі. Деякі невеликі річки, що протікають територією регіону, часто пересихають, формуючи балки або арройо — сухі долини, по яким після сильних дощів течуть сезонні водні потоки.
На півночі екорегіон переходить у північні низькотравні прерії, на північному сході — у мішані прерії Піщаних пагорбів Небраски, на сході — у центральні та південні мішані прерії, на півдні — у пустелю Чіуауа, а в Скелястих горах на заході — у чагарники Колорадського плато та у ліси Скелястих гір Колорадо.

## Клімат
В межах екорегіону переважає напівпустельний клімат (BSk за класифікацією кліматів Кеппена), який характеризується нижчою кількістю опадів, вищими температурами та тривалішим вегетаційним періодом порівняно з іншими екорегіонами Великих рівнин. Середня температура липня коливається від 27 °C на південному сході до 21 °C на північному заході та у передгір'ях Скелястих гір, а середня температура січня — від 3 °C на півдні до -6 °C на північному заході. Середньорічна кількість опадів коливається від 250 мм до 630 мм із заходу на схід. Через низьку кількість опадів та високе випаровування наприкінці літа часто трапляються посухи.

## Флора
Основними рослинними угрупованнями екорегіону є низькотравні прерії, у яких домінує блакитна грама (Bouteloua gracilis) та бізонова трава (Bouteloua dactyloides). У деяких районах зустрічаються мішані прерії, у яких переважає голко-ниткова ковила (Hesperostipa comata), західний пирійник (Pascopyrum smithii) та великоцвітий кипець (Koeleria macrantha), а також блакитна грама (Bouteloua gracilis) та бізонова трава (Bouteloua dactyloides). Серед інших трав, що зустрічаються у преріях екорегіону, слід відзначити мітлистий бородачник (Schizachyrium scoparium) та шорстку граму (Bouteloua hirsuta). На піщаних ділянках зростає голко-ниткова ковила (Hesperostipa comata) та піщаний спороболус (Sporobolus cryptandrus).
Подекуди в екорегіоні зустрічаються невисокі чагарники та напівчагарники сизої юки (Yucca glauca), нитколистого полину (Artemisia filifolia), прерієвого полину (Artemisia frigida), тризубчастого полину (Artemisia tridentata), сіруватої лутиги (Atriplex canescens) та блідого повія (Lycium pallidum). У посушливих районах, особливо в бедлендах та на піщаних дюнах, ростуть кактуси опунції (Opuntia spp.). Дерев у преріях екорегіону зустрічається дуже мало, переважно в долинах річок.
Основними факторами порушень в преріях екорегіону є посухи та випас великих травоїдних тварин. На відміну від більш мезофільних екорегіонів, вважається що вогонь є згубним для рослин, поширених у низькотравних преріях. Наразі основним фактором порушень в екорегіоні є випас худоби. Багаторічні дерноутворюючі лучні рослини, що домінують у низькотравних преріях, добре витримують цей тиск, оскільки вони еволюціонували, щоб витримувати інтенсивний випас та витоптування з боку мігруючих стад американських бізонів (Bison bison). Однак у деяких районах, особливо в Техасі, на півдні екорегіону, спостерігається вторгнення медових мескітів (Prosopis glandulosa) та інших колючих чагарників, зокрема опунцій (Opuntia spp.), туполистих зизифусів (Ziziphus obtusifolia) та барбарису-агаріти (Berberis trifoliolata), які перетворюють прерію на савану, в підліску якої ростуть трави, характерні для низькотравних прерій. Причинами цього явища науковці вважають надмірний випас худоби та відсутність пожеж.

## Фауна
В межах екорегіону зустрічається 107 видів ссавців та близько 245 видів птахів. Серед поширених в екорегіоні ссавців слід відзначити білохвостого оленя (Odocoileus virginianus), чорнохвостого оленя (Odocoileus hemionus), манітобського вапіті (Cervus canadensis manitobensis), вилорога (Antilocapra americana), північноамериканську пуму (Puma concolor couguar), руду рись (Lynx rufus), койота (Canis latrans), американського корсака (Vulpes velox), довгохвосту ласицю (Neogale frenata), смугастого скунса (Mephitis mephitis), звичайного ракуна (Procyon lotor), північноамериканську котофредку (Bassariscus astutus), американського борсука (Taxidea taxus), пустельного кролика (Sylvilagus audubonii), віргінського опосума (Didelphis virginiana) та дев'ятипоясного броненосця (Dasypus novemcinctus). 
У преріях регіону зустрічаються різноманітні гризуни, зокрема чорнохвості лучні собачки (Cynomys ludovicianus), тринадцятисмугі ховрахи (Ictidomys tridecemlineatus), скельні ховрахи (Otospermophilus variegatus), плямисті ховрашки (Xerospermophilus spilosoma), рівнинні гофери (Geomys bursarius), жовтощокі гоферики (Cratogeomys castanops), щетинясті хом'якомишки (Chaetodipus hispidus), південні кактусові хом'яки (Neotoma micropus), чагарникові миші (Peromyscus boylii), піньйонові миші (Peromyscus truei), західні врожайниці (Reithrodontomys megalotis), прерієві полівки (Microtus ochrogaster), рівнинні торбомиші (Perognathus flavescens), шовковисті торбомиші (Perognathus flavus), торбомиші Мерріама (Perognathus merriami), білочереві коникоїдки (Onychomys leucogaster), кенгурові стрибуни Орда (Dipodomys ordii), лисячі вивірки (Sciurus niger) та канадські голкошерсти (Erethizon dorsatum). Ендеміками екорегіону є гофери Нокса Джонса (Geomys knoxjonesi).
Територія екорегіону була місцем, де збереглися одні з останніх стад рівнинних бізонів (Bison bison bison) у світі. Популяція цих тварин зростає, оскільки вони були реінтродуковані на території багатьох заповідників. На жаль, рівнинні вовки (Canis lupus nubilus), гризлі (Ursus arctos horribilis) та чорноногі тхори (Mustela nigripes) були повністю винищені в екорегіоні.
Серед поширених в екорегіоні птахів слід відзначити лучного тетерука (Tympanuchus cupido), манітобського тетерука (Tympanuchus phasianellus), строкатобоку перепелицю (Callipepla squamata), чорнощокого пораке (Phalaenoptilus nuttallii), американського луня (Circus hudsonius), прерієвого канюка (Buteo swainsoni), королівського канюка (Buteo regalis), беркута (Aquila chrysaetos), американського боривітра (Falco sparverius), прерієвого сокола (Falco mexicanus), американського сича (Athene cunicularia), каліфорнійську таязуру-подорожника (Geococcyx californianus), батрамію (Bartramia longicauda), гірського пісочника (Charadrius montanus), американського кульона (Numenius americanus), чорнохвостого грицика (Limosa fedoa), канадську сороку (Pica hudsonia), мексиканського крука (Corvus cryptoleucus), американського сорокопуда (Lanius ludovicianus), західного тирана (Tyrannus verticalis), світлочеревого копетона (Myiarchus cinerascens), прерієвого щеврика (Anthus spragueii), рогатого жайворонка (Eremophila alpestris), потюка (Chondestes grammacus), корибіга (Calamospiza melanocorys), лучну карнатку (Spizella breweri), очеретяного чінголо (Peucaea cassinii), прерієвого багновця (Ammodramus savannarum), польову вівсянку (Pooecetes gramineus), саванову вівсянку (Passerculus sandwichensis), західного шпаркоса (Sturnella neglecta), чорногрудого подорожника (Calcarius ornatus) та прерієвого подорожника (Rhynchophanes mccownii). Ендеміками екорегіону є рідкісні малі тетеруки (Tympanuchus pallidicinctus).
Герпетофауна регіону включає рівнинну ропуху (Anaxyrus cognatus), ропуху Вудхауса (Anaxyrus woodhousi), рівнинного лопатонога (Spea bombifrons), смугасту тигрову саламандру (Ambystoma mavortium), рівнинного сцинка (Plestiodon obsoletus), велику фриносому (Phrynosoma hernandesi), малу безвуху ящірку (Holbrookia maculata), західну свиноносу змію (Heterodon nasicus), гоферову змію (Pituophis catenifer) та прерієвого гримучника (Crotalus viridis)

## Збереження
Більша частина прерій регіону була перетворена на ферми та ранчо. Орні землі займають від 30 до 60 % території регіону (на заході Канзасу та Небраски ще більше), а решту території займають пасовища. Екстенсивне розорання цілинних прерій призвело до екологічної катастрофи, коли у 1930-х роках під час масштабних пилових бур значна частина верхнього шару ґрунту була здута вітром. На півдні регіону пасовища охоплюють понад 75 % території регіону. Перевипас худоби спричинив поширення чагарників та дерев, які перетворюють рівнинні луки на вкриті чагарниками напівпустелі. Тим не менш, близько 40 % території екорегіону є відносно незайманими, що є одним з найбільших відсотків серед усіх екорегіонів прерій Північної Америки.
Оцінка 2017 року показала, що 1976 км², або менше 1 % екорегіону, є заповідними територіями. Природоохоронні території включають: Національні луки Блек-Кеттл, Національні луки Команчі, Національні луки Пауні, Національні луки Цимаррон, Національні луки Ріта-Бланка, Національні луки Кайова, Державний парк каньйону Пало-Дуро та Національний природний заповідник Баффало-Лейк